# Albert Pardigon
Pour les articles homonymes, voir Pardigon.
Albert Pardigon était un footballeur français, né le 26 juin 1915 à Marseille, et décédé dans la même ville le 5 septembre 1995. Il évoluait au poste de gardien de but.

## Biographie
Né à Marseille, il commence à jouer dans le club du quartier Château-Gombert; il rejoint plus tard l'Olympique de Marseille.
Il intègre ensuite plusieurs effectifs, ceux du Nîmes Olympique, du FC Sète mais aussi du FC Grenoble.
Pour le Championnat de France de football 1943-1944, il rejoint l'Équipe fédérale Marseille-Provence.

## Palmarès
- Championnat de France
  - Vice-Champion : 1938 et 1939 avec l'Olympique de Marseille

- Coupe de France
  - Vainqueur : 1938 avec l'Olympique de Marseille

- Championnat de France (guerre)
  - Champion Zone-libre : 1942 avec le FC Sète
  - Vice-Champion Zone-sud : 1943 avec le FC Grenoble